# الکس کروز (بازیکن فوتبال، زاده ۱۹۹۰)
الکس کروز (انگلیسی: Álex Cruz؛ زادهٔ ۱۷ ژوئن ۱۹۹۰) بازیکن فوتبال اهل اسپانیا است.
از باشگاه‌هایی که در آن بازی کرده‌است می‌توان به باشگاه خیمناستیک تاراگونا، باشگاه فوتبال گرانادا، و باشگاه فوتبال سابادل اشاره کرد.